# Бейтар-Илит
Бейта́р-Или́т (ивр. בֵּיתָר עִלִּית‎) — израильское поселение на Западном берегу реки Иордан, в 10 км к югу от Иерусалима и к западу от Гуш-Эциона. Второй по населению город округа Иудея и Самария.

## История
Бейтар-Илит — первый город, построенный специально для ультраортодоксального населения (харедим). Израильское правительство решило его создать в 1980 году. Поселение, ставшее со временем городом, было основано учениками маленькой сионистской иешивы Махон Меир в 1985 году. Город назван в честь библейского города Бейтара, развалины которого лежат в 1 км от современного города. Инициатива создания Бейтар-Илита принадлежит Йосефу Розенбергу. Правительство решило в 1980 году, что поселок будет построен частным предпринимателем (Йосеф Розенберг). В 1987 году министерство жилищного строительства решило построить город само, предназначив город Бейтар для ультраортодоксального населения, то есть заселить его харедим, с их раввинами и адморами.
Город населен харедим из Иерусалима, Бней-Брака и других религиозных поселений в Израиле. Все улицы города названы в честь ультра-ортодоксальных еврейских общественных деятелей, раввинов и авторов книг. На данный момент в городе проживают только ультраортодоксальные евреи. Идеология города основывается на желании создать независимое ультрарелигиозное сообщество, действуя в духе Торы, руководствуясь своим собственным образом жизни.

## Население
По данным Центрального статистического бюро Израиля, население на начало 2020 года составляло 59 270 человек.
Ежегодный рост численности населения равен 7,5 %. Соотношение женщин и мужчин 961 женщин на 1000 мужчин. Бейтар-Илит — самый молодой город в Израиле: 63 % населения моложе 18 лет. На 2013 год население города — 45 710 человек.
Суммарная рождаемость на 1 женщину в 2020 году составила ~ 6.81 детей, по данному показателю город занимает 2 место в Израиле по уровню рождаемости в городах.

## Транспорт
Регулярное автобусное сообщение соединяет Бейтар-Илит с Иерусалимом, Бейт-Шемешем, Бней-Браком, Модиин-Илитом и Эльадом.

## Образование
В городе существует большое количество детских садов, несколько иешив, колелей и школ для девочек.